# Лафорт Арена
«Лафо́рт Аре́на» (до липня 2010 — «Княжа Арена») — футбольний стадіон у Добромилі Львівської області, на якому проводить свої домашні матчі футбольний клуб «Львів».
Адреса: Львівська область, Самбірський район, м. Добромиль, вул. Галицька, 68.

## Історія
Спонсором будівництва стадіону стала страхова компанія «Княжа», яка є засновником місцевого клубу «Княжа», що виступав у Прем'єр-лізі Львівської області. Стадіон «Княжа Арена» було відкрито 3 вересня 2007 року. Днем раніше на стадіоні відбувся перший матч, в якому ФК «Львів» переміг івано-франківське «Прикарпаття» з рахунком 6:2 в рамках першої ліги сезону 2007—2008.
У лютому 2009 року було оголошено про плани «Львова» провести решту матчів Прем'єр-ліги сезону 2008—2009 на стадіоні «Княжа Арена». Проте станом на кінець лютого стадіон був визнаний не готовим до проведення матчів найвищого рівня, оскільки не був обладнаний роздягальнями, відеоспостереженням та звуковим забезпеченням, а також не мав необхідної кількості пластикових сидінь. Проте вже 3 березня 2009 року було оголошено про те, що «Княжа Арену» допущено до проведення матчів Прем'єр-ліги за рішенням Комітету з питань стадіонів та безпеки проведення змагань. 8 березня 2009 року відбувся матч між «Львовом» та харківським «Металістом», який завершився внічию 1:1. Під час гри поле перетворилося на багнюку. Після матчу тренер «Металіста» Мирон Маркевич та інші представники харківського клубу заявили про неналежну підготовку стадіону та поля до матчу. 10 березня президент ФФУ Григорій Суркіс оголосив про заборону проведення матчів на стадіоні доти, доки стадіон не відповідатиме необхідним вимогам. 11 березня за неналежну оцінку стадіону було відсторонено від службових обов'язків голову Комітету з питань стадіонів та безпеки проведення змагань Бориса Воскресенського, який допустив стадіон до змагань. 
17 квітня 2009 року стадіон було знову допущено до проведення матчів Прем'єр-ліги, і до кінця сезону ФК «Львів» проводив свої домашні матчі там. У  першій лізі ФК «Львів» проводить свої матчі на цьому стадіоні до завершення реконструкції нового клубного стадіону «Сокіл» у Львові, відкриття якого було заплановане на весну 2010 року, але було відкладене на невизначений термін через затримки з узгоджувальною документацією.
У липні 2010 року через зміну спонсора клубу стадіон «Княжа Арена» було перейменовано на «Лафорт Арена» — на честь страхової компанії «Лафорт».

## Архітектурні особливості
Стадіон є виключно футбольним і не має бігових доріжок. Всі 3220 місць обладнані індивідуальними пластиковими сидіннями. Західна та східна трибуни мають дах, над східною трибуною встановлені освітлювальні вишки. Північна та південна трибуни відділені від поля сіткою та не мають даху. Роздягальні для футболістів розташовані біля південної трибуни.

## Матчі
Протягом 2007 — 2008 років на стадіоні проводив домашні матчі у першій лізі ФК «Львів», після здобуття «Львовом» права виступати у Прем'єр-лізі стадіон став приймати матчі молодіжного складу «Львова». У кубку України 2008—2009 на «Княжа Арені» відбувся матч між командами «Княжа» (Щасливе) та ФК «Львів», номінальним господарем якого була команда зі Щасливого. З весни 2009 року стадіон знову є домашньою ареною для ФК «Львів».
На стадіоні також проходили матчі Прем'єр-ліги Львівської області за участі місцевої команди «Княжа» до розформування команди у 2008 році. 
Рекорд відвідуваності — 3220 глядачів на матчі між ФК «Львів» та МФК «Миколаїв», що відбувся 23 березня 2008 року.